# Puerto Rico (настільна гра)
Puerto Rico — стратегічна настільна гра для 2-5 гравців від автора ігор Андреаса Зейфарта, яка була випущена Ravensburger під лейблом alea у 2002 році. У 2014 році гра була перевидана компанією Ravensburger з новим дизайном та двома розширювальними модулями. Тематика гри зосереджена на економічному освоєнні острова Карибського басейну. Гравці розвивають плантації, будують будинки, виробляють товари, продають і перевозять їх.
Крім отримання Deutscher Spiele Preis та багато інших нагород, вона посідає перше місце в основних опитуваннях гравців щодо найкращих ігор або, починаючи з 2008 року, іноді друге місце після Agricola.
За даними видавця, до 2011 року було продано понад 250,000 копій гри по всьому світу.

## Історичний фон
Гра переносить гравців у Карибський басейн, на острів Пуерто-Рико, що є найсхіднішим з Великих Антильських островів. Після відкриття острова Христофором Колумбом у 1493 році, острів пережив півстоліття економічного підйому. Кожен гравець бере на себе різні ролі, розбудовує своє місто Сан-Хуан, запрошує колоністів, створює плантації для виробництва кукурудзи, індиго, цукру, тютюну та кави, продає та транспортує вироблені товари до Старого світу.

## Ігровий процес
Кожен гравець має власний план гри, на якому можна будувати плантації та будівлі. Плантації виробляють ресурси разом з виробничими будівлями. Інші будівлі можуть надавати гравцям певні переваги. Кількість ігрового матеріалу залежить від кількості гравців.
Гра складається з кількох раундів. У кожному раунді змінюється стартовий гравець, який першим обирає одну з наступних дій, яку потім виконують усі гравці по черзі (окрім золотошукача). Активний гравець завжди має перевагу (наприклад, отримує більше грошей під час продажу).
- Будівельник дозволяє за дублони побудувати будівлю.
- Поселенець дозволяє вибрати нову плантацію з доступних, відкритих випадковим чином.
- Мер приносить нових колоністів у гру. Тільки зайняті плантації можуть виробляти, і тільки якщо будівля зайнята, можна скористатися її перевагою.
- Інспектор вводить товари в гру. Кожна плантація з відповідною виробничою будівлею виробляє товар, якщо як плантація, так і будівля зайняті колоністом.
- Торговець дозволяє продавати товари за гроші. Приймає до чотирьох товарів, але не дві однакові одиниці товару.
- Капітан змушує всіх гравців вантажити товари на кораблі. При цьому кожен вид товарів має бути завантажений повністю, але кожне судно може вміщувати лише один вид товару і має обмежену місткість. За кожен товар гравець отримує переможне очко, незавантажені товари можуть бути втрачені.
- Золотошукач приносить лише активному гравцю один дублон.

Деякі з доступних дій, оскільки їх більше, ніж гравців, залишаються невиконаними. На такі дії наприкінці раунду додається один дублон, щоб зробити їх більш привабливими в наступних раундах. Гра завершується, коли більше немає колоністів для розміщення на корабель, всі переможні очки роздані або один гравець повністю забудував своє місто дванадцятьма будівлями. Переможець — той, хто має найбільшу кількість переможних очок.
Будівлі надають гравцям переваги при діях, наприклад, за допомогою верфі під час дії капітана можна скористатися окремим кораблем. Через обмежену кількість кожного типу будівель їх вибір суттєво впливає на стратегію гри.
Puerto Rico є тактичною торгово-будівельною грою, де, окрім вибору плантацій, відсутній випадковий елемент. Щоразу гравець стикається з бажанням обрати кілька дій для подальшого розвитку плантацій. Для побудови успішної стратегії потрібне далекоглядне планування, проте вибір дій суперників нерідко змушує переглядати свою стратегію.

## Доповнення та варіанти

### Варіант для двох гравців
Незважаючи на те, що в інструкції зазначено мінімум три гравці, існує офіційний варіант гри для двох гравців від видавця . Цей варіант не потребує нового ігрового матеріалу, а базові правила гри залишаються майже незмінними. Зміни здебільшого стосуються адаптації ігрових ресурсів, при цьому багато фішок та карт відкладаються перед грою.

### Нові будівлі
Видавництво Ravensburger пропонує на сайті alea тристорінкову інструкцію та графіку нових будівель. Чотирнадцять нових будівель надають гравцям ще більше стратегічних можливостей. Нові будівлі також виходили як додаток у виданні spielbox. У 2002 році alea розіграла серед всіх учасників конкурсу п'ять ігор з автографом автора. Також на сайті можна створити власні фіолетові будівлі за допомогою генератора будівель alea. Після введення назви, вартості, очок та опису, генератор створює у форматі PDF зображення будівлі для друку.

### Ювілейне видання
На Ессенському ігровому фестивалі Internationale Spieltage 2011 року з нагоди десятирічного ювілею гри було випущено обмежене ювілейне видання. Воно містить покращений ігровий матеріал (металеві монети, більші фігурки колоністів та товарів, міцніший картон) та два розширення Нові будівлі і Аристократи, а також правила для Варіанта для двох гравців.

### Сан-Хуан
Тематика гри та дизайн були частково перенесені в карткову гру San Juan, яка вийшла в 2004 році. Вона також належить авторству Андреаса Зейфарта, проте є менш складною порівняно з Puerto Rico.

## Розробка
Puerto Rico вперше була представлена громадськості як прототип у 2001 році на Міжнародному фестивалі настільних ігор і вийшла на ринок через рік. Через високу складність гра розроблялась довше, ніж більшість настільних ігор, причому «тільки тестування Puerto Rico, ймовірно, зайняло більше часу, ніж вся розробка Royal Turf разом узята.». Ілюстрації для гри створив Франц Вовінкель, який також оформлював карткову версію Сан-Хуан.

## Критика
Гра отримала багато нагород та постійно посідає високі місця в рейтингах, однак іноді критикується за «відсутність взаємодії між гравцями.» Це ускладнює можливість не допустити перемоги провідного гравця.
Автор сам вважає Puerto Rico найкращою грою за оформленням, проте в ігровому процесі він надає перевагу менш тривалій картковій грі Сан-Хуан.

## Комп'ютерна версія
У 2006 році bhv Software випустила комп'ютерну версію гри для Microsoft Windows, розроблену Dartmoor Softworks. Ця адаптація гри пропонує гравцям вибір між класичним виглядом та 3D-режимом. Гра включає 24 нові будівлі, є можливість грати як з комп'ютером, так і в мультиплеєрному режимі. Видавництва Alea, Ravensburger та автор Андреас Зейфарт брали активну участь у її створенні.
Після довгої доступності гри онлайн на Brettspielwelt, ця опція була знята в 2007 році, коли Ravensburger передала права на електронну адаптацію Microsoft.. Гра повернулась до Brettspielwelt з 31 січня 2010 року.
З 2011 року Ravensburger пропонує адаптацію гри для Apple iPad, розроблену Codito Development.